# Félix Barajas
Gral. Félix Barajas (1883) fue un militar mexicano que participó en la Revolución mexicana y la Guerra Cristera. Alcanzó el grado de general brigadier.

## Biografía

### Revolución Mexicana
Según el historiador Jean Meyer, inició su carrera militar en el ejército villista, donde sirvió hasta junio de 1913. En ese año, dio un giro en su lealtad al unirse al Ejército Constitucionalista con el rango de mayor, ascendiendo posteriormente al grado de general brigadier en 1920. Durante su servicio militar, estuvo bajo las órdenes de destacados generales como Crispín Robles Villegas y Enrique Estrada Reynoso. Al inicio de su carrera participó en combates en Cuquío y Las Cruces. En 1915, enfrentó a los zapatistas en Xochimilco. También participó en los combates contra los villistas en la ciudad de Guadalajara y contra el Pueblo yaqui en 1916. Además, Barajas manifestó su apoyo al Plan de Agua Prieta, demostrando una vez más su compromiso con los ideales y movimientos políticos de la época.

### Rebelión delahuertista
Félix Barajas se sumó a la rebelión encabezada por el general Enrique Estrada Reynoso, un episodio histórico conocido como la Rebelión delahuertista. En respuesta a su participación en este movimiento, Barajas sufrió embargos de propiedades como consecuencia de la represión gubernamental. Este periodo culminó con su derrota en la batalla de El Salto, Jalisco.

### Guerra Cristera
Félix Barajas desempeñó un papel activo durante la Guerra Cristera, destacando su participación en el Segundo Sitio de Tepatitlán, donde lideró un contingente que fue repelido por el mayor Quirino Navarro. El 5 de diciembre de 1927, Barajas sufrió una derrota significativa junto a sus 300 hombres, enfrentándose al general Maximino Ávila Camacho. En 1928, Barajas se unió al Regimiento Gómez Loza, consolidando uno de los escuadrones más activos del conflicto. Centraron sus ataques principalmente en Puente Grande, logrando la toma de la ciudad a finales del mismo año, en una operación conjunta con el coronel Gabino Flores.